# Paolo Ventura
Paolo Ventura (Cavalese, 1º aprile 1996) è un fondista italiano.

## Biografia
Ventura, attivo dal dicembre del 2012, ha esordito in Coppa del Mondo il 16 febbraio 2019 a Cogne (34º in una 15 km), ai Campionati mondiali a Oberstdorf 2021, dove si è classificato 41º nello skiathlon, e ai Giochi olimpici invernali a Pechino 2022, dove si è piazzato 34º nella 15 km, 32º nella 50 km e 34º nello skiathlon; ai Mondiali di Planica 2023 è stato 23º nella 15 km, 9º nella staffetta e non ha completato lo skiathlon e a quelli di Trondheim 2025 si è classificato 20º nella 10 km e 37º nella 50 km.

## Palmarès

### Coppa del Mondo
- Miglior piazzamento in classifica generale: 64º nel 2024